# Citrobacter koseri
Citrobacter koseri e una specie di batterio gram-negativo appartenente al genere citrobacter identificato per la prima volta da Frederiksen nel 1970. È una specie anaerobica facoltativa capace di respirazione aerobica ed è capace di movimento attraverso flagello. È parte della normale flora batteriana dell'apparato digerente umano, anche se, in certi casi la sua presenza può essere ricondotta ad eventuali infezioni come, ad esempio, nella creazione di ascessi cerebrali in neonati (l'infezione è solita essere passata dalla madre al figlio durante il parto).
Cresce nella maggior parte delle condizioni di temperatura e pH ordinarie, producendo colonie incolori e dalla consistenza mucosa. È incapace di metabolizzare il lattosio.

## Trattamento e controllo
Si è dimostrato come, semplicemente lavandosi frequentemente le mani, le infezioni prodotte da questo batterio si riducano notevolmente.
La miglior forma di trattamento di un'infezione di C.koseri è asportare il pus prodotto durante questa e applicare un trattamento con antibiotici d'ampio spettro come Meropenem e Cefalosporine.

## Prognosi
La prognosi di un'infezione di C.koseri in un neonato è del 20%-30% mortale e, il 75% dei sopravvissuti presentano gravi danni neurologici come idrocefalia, deficit neurologico, ritardo nello sviluppo cerebrale e epilessia.